# 联合国大会第67/19号决议
联合国大会67/19号决议，为2012年11月29日由第67届联合国大会作出的一项联合国大会决议。11月29日为声援巴勒斯坦人民国际日。该决议将巴勒斯坦國在联合国的地位由联合国观察员实体升格为非会员观察员国。该决议共有188个会员国参加投票，其中138票赞成，41票弃权，9票反对。当天为联合国大会181号决议通过的65周年。该决议草案由巴勒斯坦在联合国的代表提出。它维持巴勒斯坦解放组织为巴勒斯坦人在联合国系统内的代表。决议虽然被视为仅具有象征意义，但它使巴勒斯坦可在国际刑事法院向以色列提起诉訟。

## 背景
1974年11月22日，聯合國大會通過第3237號決議，邀請巴勒斯坦解放組織以觀察員实体身分參加聯大會議，該決議也邀請巴解組織參加聯大和聯合國其他機構主持所有召開的國際會議的工作。
在1988年12月15日聯合國大會第43/177號決議中，聯合國大會承認於1988年11月15日宣佈建立的巴勒斯坦國，并在聯合國體系中以该名稱取代「巴勒斯坦解放組織」。
2011年9月23日，属于法塔赫的巴勒斯坦总统马哈茂德·阿巴斯在第66屆聯合國大會上提交要求成為聯合國正式會員國的申请。此前巴勒斯坦加入联合国的议题從未在聯合國安理會進行表決，根據《联合国宪章》聯合國會員國，由大會經安理會之推薦以決議行之，由於無法獲得安理會推薦，巴勒斯坦仍無法成為聯合國正式會員國。2011年10月31日，聯合國教育、科學及文化組織大會接納巴勒斯坦為會員國，該決定於提高巴勒斯坦加入联合国的呼声。

## 决议内容
1. 重申巴勒斯坦人民享有自决权和在1967年以来被占领巴勒斯坦领土上建立独立的巴勒斯坦国的权利；
2. 决定在联合国给予巴勒斯坦非会员观察员国地位，但不影响巴勒斯坦解放组织按照有关决议和惯例、作为巴勒斯坦人民代表在联合国获得的各项权利、特权和角色；
3. 表示希望安全理事会积极审议巴勒斯坦国2011年9月23日提交的加入为联合国正式会员国的申请；
4. 申明大会决心推动实现巴勒斯坦人民不可剥夺权利并力求和平解决中东问题，结束1967年开始的占领，并实现两个国家的前景——在1967年以前边界的基础上，一个独立、主权、民主、毗连和有生存能力的巴勒斯坦国与以色列和平、安全地毗邻共存；
5. 表示迫切需要以联合国有关决议、马德里会议的职权范围（包括土地换和平原则）、《阿拉伯和平倡议》和以色列—巴勒斯坦冲突的永久性两国解决办法四方路线图为基础，在中东和平进程内恢复和加速谈判，以便巴勒斯坦和以色列双方达成公正、持久和全面的和平解决办法，解决所有待决核心问题，即：巴勒斯坦難民、耶路撒冷、定居点、边界、安全和水；
6. 敦促所有国家、联合国系统各专门机构和组织继续支持和协助巴勒斯坦人民早日实现其获得自决、独立和自由的权利；
7. 请秘书长采取必要措施实施本决议，并在三个月内向大会报告这方面的进展情况。

## 投票

表决结果：
赞成
反对
弃权
未出席
非联合国成员

| 投票       | 国家 |
| ---------- | --- |
| 赞成 (138) | 阿富汗、 阿尔及利亚、 安哥拉、 安地卡及巴布達、 阿根廷、 亞美尼亞、 奥地利、 巴林、 白俄羅斯、 比利时、 不丹、 玻利维亚、 巴西、 布吉納法索、 柬埔寨、 中非、 智利、 中华人民共和国、 刚果共和国、 古巴、 賽普勒斯、 丹麦、 多米尼克、 埃及、 薩爾瓦多、 衣索比亞、 芬兰、 法國、 加彭、 希腊、 格瑞那達、 几内亚、 冰島、 印度、 印度尼西亞、 伊朗、 伊拉克、 愛爾蘭、 義大利、 牙买加、 日本、 约旦、 科威特、 黎巴嫩、 賴索托、 利比亞、 列支敦斯登、 盧森堡、 马来西亚、 馬爾地夫、 馬爾他、 毛里塔尼亚、 模里西斯、 墨西哥、 摩洛哥、 莫桑比克、 緬甸、 纳米比亚、 尼泊尔、 新西兰、 尼加拉瓜、 尼日尔、 奈及利亞、 挪威、 阿曼、 巴基斯坦、 秘魯、 菲律賓、 葡萄牙、 俄羅斯、 圣基茨和尼维斯、 圣卢西亚、 聖多美和普林西比、 沙烏地阿拉伯、 塞内加尔、 塞爾維亞、 所罗门群岛、 塞舌尔、 南非、 南蘇丹、 西班牙、 斯里蘭卡、 苏丹、 苏里南、 瑞典、 瑞士、 叙利亚、 泰國、 东帝汶、 千里達及托巴哥、 突尼西亞、 土耳其、 乌干达、 阿联酋、 坦桑尼亚、 乌拉圭、 委內瑞拉、 越南、 葉門、 尚比亞、 辛巴威 |
| 反对 (9)   | 加拿大、 捷克、 以色列、 马绍尔群岛、 密克羅尼西亞聯邦、 瑙鲁、 帛琉、 巴拿马、 美国 |
| 弃权 (41)  | 阿尔巴尼亚、 安道尔、 巴哈马、 保加利亚、 喀麦隆、 哥伦比亚、 刚果民主共和国、 爱沙尼亚、 斐济、 德国、 海地、 匈牙利、 拉脫維亞、 立陶宛、 马拉维、 摩納哥、 蒙古国、 蒙特內哥羅、 荷蘭、 巴拉圭、 波蘭、 摩尔多瓦、 羅馬尼亞、 卢旺达、 萨摩亚、 圣马力诺、 新加坡、 斯洛伐克、 斯洛維尼亞、 北馬其頓、 多哥、 英国、 |
| 缺席 (5)   | 赤道几内亚、 基里巴斯、 利比里亚、 马达加斯加、 乌克兰 |

## 各方反应
- 联合国：秘书长潘基文欢迎巴勒斯坦成为联合国非会员观察员国，并敦促巴勒斯坦和以色列通过谈判实现持久和平[10]。
- 以色列：以色列常驻联合国代表普罗索尔在会上发表演说，对这份决议进行了激烈的抨击，称其不会改变实地的状况，也无助于解决以巴冲突[11]。
- 中国：中国常驻联合国代表李保东大使在决议通过后表示，中国支持巴勒斯坦加入联合国等国际组织，中国希望通过政治谈判化解争端，最终实现巴勒斯坦独立建国，巴以两个国家和平共处[12]。外交部发言人洪磊表示中国一向主张独立建国是巴勒斯坦人民的合法权利，是实现巴勒斯坦、以色列两个国家和平共处的基础和前提。[13]。
- 美国：国务卿希拉里表示，决议的通过是不幸，并且为和平创造了更多障碍。[14]